# Spiški grad
Spiški grad (slovaško Spišský hrad, madžarsko Szepesvár, nemško Zipser Burg) je največji srednjevropski grad. Nahaja se na vzpetini nad mestecem Spišské Podhradie v vzhodnem delu Slovaške, 15 km vzhodno od Levoče, oz. približno na polovici poti med Popradom in Prešovom. Leta 1993 je bil skupaj s Spišsko Kapitulo in cerkvijo sv. Duha v Žehri vpisan v Unescov seznam svetovne dediščine.
Območje gradu je bilo poseljeno najkasneje do mlajše kamene dobe, nato je bilo središče Keltov, dokler ga niso v 2. stoletju opustili. Na griču je zatem nastala utrjena slovaška naselbina, leta 1209 pa so na njej dokončali grad. Najprej je služil kot utrdba pred vpadi Tatarov (njihov napad leta 1241 je bil uspešno odbit), takrat sta v njegovem sklopu bila palacij in cerkev s še danes ohranjenimi ostanki. V 14. in 15. stoletju so sprva romanski grad prezidali v gotskem slogu in mu dozidali še spodnji del, v 15. stoletju ga je z zvijačo osvojil Jan Jiskra in ga dogradil do današnje velikosti.
Grad je že v 12. stoletju bil upravno središče pokrajine Spiš. Leta 1460 je postal last madžarskih kraljev, ki so ga že 4 leta kasneje podarili plemiški rodbini Zapolja. Zatem je prešel v last slovaške plemiške in poslovne rodbine Thurzo, ki ga je prezidala v renesančnem slogu. Leta 1636, ko je prešel v last rodbine Csáky, je prišlo do povezave prej ločenih zgradb v celoto. Ker pa grad ni več ustrezal modernim načinom vojskovanja in ker je bil neudoben za prebivanje, so se po požaru leta 1710 izselili. Do še enega požara leta 1780 so ga uporabljali kot vojašnico, zatem pa kot kamnolom. Leta 1945 je Češkoslovaška podržavila grad in ga delno rekonstruirala. Leta 1961 je bil razglašen za nacionalni kulturni spomenik in konec 90. let 20. stoletja so stekla nadaljnja obnovitvena dela.
Do danes so se ohranili obzidje okrog gradu in vzdolž pobočja, okrogel gotski stolp, cisterna, kapela in pravokotni romanski palacij tik nad prepadom.

## Galerija
- Pogled na grad iz zraka
- Pogled na grad s severa
- Sodnje in del srednjega dvorišča
- Spodnje dvorišče z rekonstruiranimi temelji okroglega stolpa in sledovi vodnega jarka
- Rekonstruirani temelji barbakana
- Del severnega obzidja prvega dvorišča
- Gornji grad
- Dostopna klančina
- Prezbiterij kapele sv. Elizabete